# Filmografia di Thomas H. Ince
Di seguito sono elencati i film diretti, sceneggiati, interpretati e prodotti da Thomas H. Ince
Regista: 1910 - 1911 - 1912 - 1913 - 1914 - 1915 - 1916 - 1918 - 1923 - 1924
Sceneggiatore: 1910 - 1911 - 1912 - 1913 - 1914 - 1915 - 1916/1918
Attore: 1905 - 1908 - 1909 - 1910 - 1911 - 1914
Produttore: 1911 - 1912 - 1913 - 1914 - 1915 - 1916 - 1917 - 1918 - 1919 - 1920 - 1921 - 1922 - 1923 - 1924 - 1925 -
Presentatore - Supervisore: 

## Regista

### 1910
- Little Nell's Tobacco – cortometraggio (1910)

### 1911
- Their First Misunderstanding, co-regia di George Loane Tucker – cortometraggio (1911)
- The Empty Shell – cortometraggio (1911)
- The Dream – cortometraggio (1911)
- Maid or Man – cortometraggio (1911)
- At the Duke's Command – cortometraggio (1911)
- When the Cat's Away – cortometraggio (1911)
- The Mirror – cortometraggio (1911)
- Her Darkest Hour – cortometraggio (1911)
- The Convert – cortometraggio (1911)
- Artful Kate – cortometraggio (1911)
- A Manly Man – cortometraggio (1911)
- Tracked – cortometraggio (1911)
- The Message in the Bottle – cortometraggio (1911)
- The Fisher-Maid – cortometraggio (1911)
- In Old Madrid – cortometraggio (1911)
- The Penniless Prince – cortometraggio (1911)
- Sweet Memories – cortometraggio (1911)
- The Stampede – cortometraggio (1911)
- As a Boy Dreams – cortometraggio (1911)
- Second Sight, co-regia di Joseph W. Smiley – cortometraggio (1911)
- The Fair Dentist – cortometraggio (1911)
- For Her Brother's Sake – cortometraggio (1911)
- The Master and the Man – cortometraggio (1911)
- The Lighthouse Keeper – cortometraggio (1911)
- The Forged Dispatch – cortometraggio (1911)
- The Last Appeal – cortometraggio (1911)
- Back to the Soil – cortometraggio (1911)
- Behind the Stockade, co-regia di George Loane Tucker – cortometraggio (1911)
- The Fortunes of War – cortometraggio (1911)
- In the Sultan's Garden, co-regia di William H. Clifford – cortometraggio (1911)
- For the Queen's Honor – cortometraggio (1911)
- A Gasoline Engagement – cortometraggio (1911)
- At a Quarter of Two – cortometraggio (1911)
- The Skating Bug – cortometraggio (1911)
- The Call of the Song – cortometraggio (1911)
- Behind the Times – cortometraggio (1911)
- The Toss of a Coin – cortometraggio (1911)
- Duty – cortometraggio (1911)
- By the House That Jack Built – cortometraggio (1911)
- 'Tween Two Loves – cortometraggio (1911)
- Through the Air – cortometraggio (1911)
- The Sentinel Asleep – cortometraggio (1911)
- The Better Way – cortometraggio (1911)
- The Aggressor, co-regia di George Loane Tucker (1911)
- A Biting Business – cortometraggio (1911)
- His Dress Shirt – cortometraggio (1911)
- The Winning of Wonega (1911)
- Uncle's Visit – cortometraggio (1911)
- Tony and the Stork – cortometraggio (1911)
- Bar Z's New Cook (1911)
- The Foreman's Courage (1911)
- Cowgirl's Pranks (1911)
- An Indian Martyr (1911)
- Falsely Accused – cortometraggio (1911)
- The Portrait, co-regia di George Loane Tucker – cortometraggio (1911)
- Getting His Man – cortometraggio (1911)
- The Brand – cortometraggio (1911)
- A Dog's Tale – cortometraggio (1911)

### 1912
- The Colonel's Son (1912)
- The Clod (1912)
- For Freedom of Cuba (1912)
- A Mexican Tragedy (1912)
- Chinese Smugglers – cortometraggio (1912)
- The Trinity – cortometraggio (1912)
- The Indian Maid's Elopement – cortometraggio (1912)
- The Gambler's Heart – cortometraggio (1912)
- The Laugh on Dad – cortometraggio (1912)
- The Honor of the Tribe – cortometraggio (1912)
- The Run on the Bank – cortometraggio (1912)
- The Sub-Chief's Choice – cortometraggio (1912)
- The Ranch Girl's Love – cortometraggio (1912)
- The Kid and the Sleuth – cortometraggio (1912)
- Love and Jealousy – cortometraggio (1912)
- The Empty Water Keg (1912)
- The Protection of the Cross (1912)
- A Tenderfoot's Revenge (1912)
- Broncho Bill's Love Affair (1912)
- Through the Flames – cortometraggio (1912)
- The Wild West Circus (1912)
- The Tables Turned – cortometraggio (1912)
- The Deputy's Sweetheart (1912)
- War on the Plains – cortometraggio (1912)
- The Indian Massacre (1912)
- The Battle of the Red Men (1912)
- The Deserter (1912)
- Blazing the Trail (1912)
- The Post Telegrapher, co-regia di Francis Ford – cortometraggio (1912)
- The Crisis (1912)
- The Lieutenant's Last Fight (1912)
- The Outcast – cortometraggio (1912)
- A Soldier's Honor (1912)
- His Punishment (1912)
- His Message – cortometraggio (1912)
- The Colonel's Peril, co- regia di Francis Ford (1912)
- His Nemesis – cortometraggio (1912)
- Snowball and His Pal (1912)
- His Double Life (1912)
- The Last Resource (1912)
- The Desert (1912)
- The Gambler and the Girl (1912)
- The Reformed Outlaw (1912)
- The Garrison Triangle (1912)
- The Bugle Call (1912)
- The Other Girl (1912)
- The Buffalo Hunt (1912)
- The Reckoning (1912)
- A White Lie (1912)
- For the Honor of the Tribe (1912)
- The Frontier Child – cortometraggio (1912)
- The Penalty (1912)
- The Sergeant's Boy (1912)
- The Colonel's Ward (1912)
- The Man They Scorned, co-regia di Reginald Barke – cortometraggio (1912)
- When Lee Surrenders – cortometraggio (1912)
- The Altar of Death, co-regia di C. Gardner Sullivan (1912)
- The Civilian (1912)
- The Invaders (non accreditato), co-regia di Francis Ford (1912)
- For the Cause, co-regia di Francis Ford (1912)
- A Double Reward (1912)
- The Prospector's Daughter (1912)
- The Law of the West (1912)

### 1913
- Days of '49 – cortometraggio (1913)
- A Shadow of the Past, regia di Thomas H. Ince – cortometraggio (1913)
- The Mosaic Law – cortometraggio (1913)
- Bread Cast Upon the Waters – cortometraggio (1913)
- The Sea Dog – cortometraggio (1913)
- The Drummer of the 8th – cortometraggio (1913)
- A Child of War – cortometraggio (1913)
- The Battle of Gettysburg, co-regia di Charles Giblyn (1913)
- The Boomerang – cortometraggio (1913)
- In Love and War, co-regia di Allan Dwan – cortometraggio (1913)
- Granddad – cortometraggio (1913)
- The Soul of the South – cortometraggio (1913)

### 1914
- A Kentucky Romance (1914)
- The Hour of Reckoning (1914)
- Stacked Cards, co-regia di Scott Sidney (1914)
- The Death Mask – cortometraggio (1914)
- One of the Discarded (1914)

### 1915
- A Confidence Game (1915)
- The Devil (1915)
- The Alien, co-regia di Reginald Barker (1915)
- The Cup of Life, co-regia di (non accreditato) Raymond B. West (1915)
- The Pathway from the Past (1915)
- The Toast of Death (1915)
- Il vile (The Coward) co-regia Reginald Barker (1915)

### 1916
- Fiore della Scozia (Peggy), co-regia di Charles Giblyn (1916)
- The Stepping Stone, co-regia di Reginald Barker (1916)
- Civilization, co-regia di Reginald Barker e Raymond B. West (1916)
- The Dividend, co-regia di Walter Edwards (1916)

### 1918
- Unfaithful, co-regia di Charles Miller - supervisore (1918)

### 1923
- Anna Christie (non accreditato) / co- regia di John Griffith Wray (1923)
- In Love and War, co-regia di Allan Dwan (1913)

### 1924
- The Galloping Fish, regia di Del Andrews - supervisione alla regia (1924)

## Sceneggiatore

### 1910
- Little Nell's Tobacco, regia di Thomas H. Ince (1910)

### 1911
- The Mirror, regia di Thomas H. Ince (1911)
- Sweet Memories, regia di Thomas H. Ince (1911)
- Accross the Plains, regia di Thomas H. Ince (1911)
- The Stampede, regia di Thomas H. Ince (1911)
- The Forged Dispatch, regia di Thomas H. Ince (1911)
- The Fortunes of War, regia di Thomas H. Ince (1911)
- Fort the Queen's Honor, regia di Thomas H. Ince (1911)
- Bar Z's New Cook, regia di Thomas H. Ince (1911)

### 1912
- War on the Plains, regia di Thomas H. Ince (1912)
- The Indian Massacre, regia di Thomas H. Ince (1912)
- The Battle of the Red Men, regia di Thomas H. Ince (1912)
- The Deserter , regia di Thomas H. Ince (1912)
- The Outcast, regia di Thomas H. Ince (1912)
- The Altar of Death, regia di C. Gardner Sullivan e Thomas H. Ince (1912)
- The Army Surgeon, regia di Francis Ford (1912)

### 1913
- Past Redemption, regia di Burton L. King (1913)
- The Battle of Gettysburg, regia di Thomas H. Ince e Charles Giblyn (1913)
- The Curse, regia di Charles Giblyn - soggetto (1913)

### 1914
- O Mimi San, regia di Charles Miller (sceneggiatura non confermata) (1914)
- Desert Gold, regia di Scott Sidney (1914)
- The Gringo, regia di William S. Hart – cortometraggio (1914)
- Wolves of the Underworld, regia di Jay Hunt (soggetto) (1914)
- The Rightful Heir, regia di Raymond B. West (1914)
- Shorty Escapes Marriage, regia di Richard Stanton (1914)
- Out of the Night, regia di Walter Edwards (storia) (1914)
- In the Cow Country, regia di Raymond B. West (1914)
- The Wrath of the Gods, regia di Reginald Barker (1914)
- The Voice at the Telephone, regia di Charles Giblyn (1914)
- The City, regia di Raymond B. West (soggetto) (1914)
- An Eleventh Hour Reformation, regia di Walter Edwards (soggetto) (1914)
- The Winning of Denise, regia di Walter Edwards (soggetto) (1914)
- Stacked Cards, regia di Thomas H. Ince, Scott Sidney (soggetto) (1914)
- The Word of His People, regia di Jay Hunt (1914)
- The Worth of a Life, regia di Scott Sidney (soggetto) (1914)
- The Mills of the Gods, regia di Jay Hunt – cortometraggio, soggetto (1914)
- The Bargain, regia di Reginald Barker (1914)
- The Fortunes of War, regia di Jay Hunt (1914)
- In the Sage Brush Country, regia di William S. Hart (sceneggiatura e storia) (1914)

### 1915
- The Italian, regia (non accreditato) di Reginald Barker - (storia) (1915)
- A Confidence Game, regia di William Clifford e Thomas H. Ince (1915)
- The Scourge of the Desert, regia di William S. Hart (1915)
- In the Land of the Otter, regia di Walter Edwards (scritto da) (1915)
- The Cross of Fire, regia di Walter Edwards (scritto da) (1915)
- Mr. 'Silent' Haskins, regia di William S. Hart (1915)
- The Grudge, regia di William S. Hart (1915)
- The Sheriff's Streak of Yellow, regia di William S. Hart (1915)
- Winning Back, regia di Reginald Barker (1915)
- Satan McAllister's Heir, regia di Walter Edwards (1915)
- The Girl Who Might Have Been, regia di Raymond B. West (1915)
- In the Switch Tower, regia di Walter Edwards (1915)
- Tricked, regia di Tom Chatterton (1915)
- The Devil, regia di Reginald Barker, Thomas H. Ince (1915)
- The Spirit of the Bell, regia di Jay Hunt (1915)
- The Roughneck, regia di William S. Hart e Clifford Smith (1915)
- On the Night Stage, regia di Reginald Barker (1915)
- The Taking of Luke McVane, regia di William S. Hart e Clifford Smith (1915)
- The Cup of Life, regia di Thomas H. Ince e (non accreditato) Raymond B. West (1915)
- 'Bad Buck' of Santa Ynez, regia di William S. Hart (1915)
- The Conversion of Frosty Blake, regia di William S. Hart (storia) (1915)
- The Reward, regia di Reginald Barker - mediometraggio (1915)
- Tools of Providence, regia di William S. Hart (storia) (1915)
- The Hammer, regia di Richard Stanton (1915)
- The Ruse, regia di William Clifford e William S. Hart (1915)
- Cash Parrish's Pal, regia di William S. Hart (1915)
- The $100,000 Bill, regia di Walter Edwards (1915)
- Knight of the Trail, regia di William S. Hart – cortometraggio (1915)
- The Living Wage, regia di Richard Stanton (storia) (1915)
- Keno Bates, Liar, regia di William S. Hart (1915)
- Il vile (The Coward), regia di Reginald Barker e Thomas H. Ince (sceneggiatura e storia) (1915)
- The Disciple, regia di William S. Hart e, non accreditato, Clifford Smith - sceneggiatura e storia (1915)
- Aloha Oe, regia di Richard Stanton, Charles Swickard e (non accreditato) Gilbert P. Hamilton (1915)
- The Despoiler, regia di Reginald Barker (sceneggiatura e storia) (1915)

### 1916/1918
- Due begli occhi (Bullets and Brown Eyes), regia di Scott Sidney (1916)
- The Last Act, regia di Walter Edwards (1916)
- The Deserter, regia di Walter Edwards (1916)
- Ashes of Hope, regia di Walter Edwards (1917)
- The Family Skeleton, regia di Victor Schertzinger e Jerome Storm (1918)

## Attore

### 1905
- The Seven Ages, regia di Edwin S. Porter – cortometraggio (1905)

### 1908
- Richard III, regia di James Stuart Blackton e William V. Ranous – cortometraggio (1908)

### 1909
- King Lear, regia di James Stuart Blackton e William V. Ranous – cortometraggio (1909)
- The Cardinal's Conspiracy, regia di David W. Griffith e Frank Powell – cortometraggio (1909)

### 1910
- The Englishman and the Girl, regia di David W. Griffith – cortometraggio (1910)
- His New Lid, regia di David W. Griffith e Frank Powell – cortometraggio (1910)

### 1911
- Their First Misunderstanding, regia di Thomas H. Ince, George Loane Tucker – cortometraggio (1911)
- For Her Brogher's Salke, regia di Thomas H. Ince – cortometraggio (1911)
- Bar Z's New Cook, regia di Thomas H. Ince – cortometraggio (1911)

### 1914
- The Gangster and the Girl, regia di Scott Sidney – cortometraggio (1914)

## Produttore

### 1911
- The Lover's Signal, regia di Joseph W. Smiley – cortometraggio, produttore (1911)
- Bar Z's New Cook, regia di Thomas H. Ince – cortometraggio, produttore (1911)

### 1912
- The Heart of an Indian, regia di Thomas H. Ince – cortometraggio (1912)
- On the Warpath, regia di Reginald Barker – cortometraggio (1912)
- The Reckoning, regia di Thomas H. Ince – cortometraggio (1912)
- The Bandit's Gratitude, regia di Francis Ford – cortometraggio (1912)
- An Old Tune, regia di Francis Ford – cortometraggio (1912)
- The Fugitive, regia di Francis Ford – cortometraggio (1912)
- The Penalty, regia di Thomas H. Ince – cortometraggio (1912)
- Sundered Ties, regia di Francis Ford – cortometraggio (1912)
- The Doctor's Double, regia di Fred J. Balshofer – cortometraggio (1912)
- The Hidden Trail, regia di Francis Ford – cortometraggio (1912)
- His Better Self, regia di Fred J. Balshofer e Francis Ford – cortometraggio (1912)
- On the Firing Line, regia di Francis Ford – cortometraggio (1912)
- For the Honor of the Seventh, regia di Reginald Barker – cortometraggio (1912)
- Custer's Last Fight, regia di Francis Ford – cortometraggio (1912)
- An Indian Legend, regia di Charles Giblyn o di Francis Ford – cortometraggio (1912)
- The Sheriff's Adopted Child, regia di Frank Montgomery – cortometraggio (1912)
- The Story of the Savage Modoc Mine – cortometraggio (1912)
- How Shorty Kept His Word, regia di Francis Ford – cortometraggio (1912)
- On Secret Service, regia di Thomas H. Ince – cortometraggio (1912)
- The Man They Scorned, regia di Reginald Barker – cortometraggio (1912)
- When Lee Surrenders, regia di Thomas H. Ince – cortometraggio (1912)
- Mary of the Mines, regia di Francis Ford – cortometraggio (1912)
- The Altar of Death, regia di C. Gardner Sullivan e Thomas H. Ince – cortometraggio (1912)
- The Civilian
- The Army Surgeon, regia di Francis Ford – cortometraggio (1912)
- The Ball Player and the Bandit, regia di Francis Ford – cortometraggio (1912)
- The Invaders, regia di Francis Ford e Thomas H. Ince – cortometraggio (1912)
- His Squaw, regia di Charles Giblyn – cortometraggio (1912)
- For the Cause, regia di Francis Ford e Thomas H. Ince – cortometraggio (1912)
- A Double Reward
- Blood Will Te, regia di Walter Edwards – cortometraggio (1912)
- His Sense of Duty
- The Dead Pay
- The Prospector's Daughter
- The Law of the West, regia di Thomas H. Ince – cortometraggio (1912)

### 1913
- The Burning Brand, regia di Francis Ford (1913)
- The Great Sacrifice, regia di Raymond B. West – cortometraggio (1913)
- In the Ranks, regia di Francis Ford (1913)
- The Paymaster's Son, regia di Francis Ford (1913)
- A Bluegrass Romance, regia di Charles Giblyn – cortometraggio (1913)
- The Little Turncoat, regia di Francis Ford (1913)
- A Shadow of the Past
- The Mosaic Law, regia di Thomas H. Ince – cortometraggio (1913)
- The Struggle, regia di Jack Conway e Frank E. Montgomery – cortometraggio (1913)
- When Lincoln Paid, regia di Francis Ford (1913)
- When Life Fades, regia di Francis Ford (1913)
- The Favorite Son, regia di Francis Ford – cortometraggio (1913)
- The Wheels of Destiny
- Smiling Dan, regia di Francis Ford (1913)
- The Sharpshooter, regia di Charles Giblyn – cortometraggio (1913)
- The Counterfeiter, regia di William J. Bauman (1913)
- Lure of the Violin, regia di William J. Bauman (1913)
- The Telltale Hatband, regia di Francis Ford (1913)
- The Barrier, regia di William J. Bauman – cortometraggio (1913)
- The Lost Dispatch, regia di Charles Giblyn (1913)
- The Sergeant's Secret (1913)
- The Sins of the Father, regia di William J. Bauman – cortometraggio (1913)
- The Pride of the South, regia di Burton L. King – cortometraggio (1913)
- A Frontier Wife, regia di Francis Ford (1913)
- The Iconoclast, regia di Raymond B. West – cortometraggio (1913)
- Texas Kelly at Bay, regia di Francis Ford (1913)
- The Sinews of War
- With Lee in Virginia, regia di William J. Bauman (1913)
- The Grey Sentinel, regia di Burton L. King – cortometraggio (1913)
- On Fortune's Wheel
- A Southern Cinderella, regia di Burton L. King – cortometraggio (1913)
- The Runaways (1913)
- Retrogression – cortometraggio (1913)
- Will o' the Wisp
- Bread Cast Upon the Waters, regia di Thomas H. Ince – cortometraggio (1913)
- A Black Conspiracy, regia di Walter Edwards – cortometraggio (1913)
- The Way of a Mother, regia di Charles Giblyn (1913)
- Past Redemption, regia di Burton L. King (1913)
- A Slave's Devotion, regia di Charles Giblyn (1913)
- For Love of the Flag, regia di Burton L. King (1913)
- The Sea Dog, regia di Thomas H. Ince (1913)
- The Miser
- The Drummer of the 8th, regia di Thomas H. Ince (1913)
- A Child of War, regia di Thomas H. Ince (1913)
- The Battle of Gettysburg, regia di Charles Giblyn e Thomas H. Ince (1913)
- A Dixie Mother, regia di Jay Hunt (1913)
- Joe Hibbard's Claim, regia di Jay Hunt (1913)
- A True Believer, regia di Burton L. King – cortometraggio (1913)
- An Indian's Gratitude, regia di Frank E. Montgomery (1913)
- The Boomerang, regia di Thomas H. Ince – cortometraggio (1913)
- In Love and War, regia di Allan Dwan e Thomas H. Ince – cortometraggio (1913)
- From the Shadows, regia di Charles Giblyn – cortometraggio (1913)
- The Failure of Success, regia di Burton L. King (1913)
- The Transgressor, regia di Charles Giblyn (1913)
- The Seal of Silence, regia di Charles Giblyn – cortometraggio (1913)
- All Rivers Meet at Sea, regia di Burton L. King (1913)
- The Crimson Stain, regia di Jay Hunt (1913)
- The Banshee, regia di Raymond B. West (1913)
- Old Mammy's Secret Code, regia di Charles Giblyn – cortometraggio (1913)
- Heart Throbs
- The Red Mask
- Granddad, regia di Thomas H. Ince – cortometraggio (1913)
- Flotsam
- A Wartime Mother's Sacrifice, regia di Burton L. King (1913)
- Banzai, regia di Charles Giblyn – cortometraggio (1913)
- The House of Bondage
- The Quakeress, regia di Raymond B. West – cortometraggio (1913)
- The Flame in the Ashes, regia di Frank Montgomery – cortometraggio (1913)
- The Heritage of Eve, regia di Jay Hunt (1913)
- An Orphan of War, regia di Francis Ford (1913)
- The Madcap, regia di Burton L. King (1913)
- The Green Shadow, regia di Charles Giblyn (1913)
- The Broken Thread, regia di Jay Hunt (1913)
- The Gambler's Pal, regia di Burton L. King (1913)
- The Ironmaster, regia di Reginald Barker (1913)
- May and December, regia di Burton L. King (1913)
- The Bondsman, regia di Charles Giblyn (1913)
- The Judge's Son, regia di Charles Giblyn (1913)
- The Waif
- The Land of Dead Things, regia di Burton L. King (1913)
- A Cow-Town Reformation, regia di Francis Ford (1913)
- Silent Heroes, regia di Jay Hunt – cortometraggio (1913)
- A Highland Romance, regia di Raymond B. West (1913)
- The Forlorn Hope, regia di Jay Hunt (1913)
- The Greenhorn, regia di Charles Giblyn (1913)
- Exoneration, regia di Charles Giblyn (1913)
- Loaded Dice, regia di Burton L. King (1913)
- The Forgotten Melody, regia di Burton L. King (1913)
- God of Chance , regia di Charles Giblyn (1913)
- The Revelation, regia di Fred J. Balshofer (1913)
- The Bully, regia di Charles Giblyn (1913)
- The Reaping, regia di Burton L. King (1913)
- Romance of Erin, regia di Reginald Barker (1913)
- Venetian Romance (1913)
- The Black Sheep, regia di Raymond B. West (1913)
- The Heart of Kathleen, regia di Raymond B. West (1913)
- A Woman's Wit, regia di Reginald Barker (1913)
- From Out the Storm
- Widow Maloney's Faith, regia di Raymond B. West – cortometraggio (1913)
- Borrowed Gold, regia di Reginald Barker (1913)
- The Veteran, regia di Jay Hunt (1913)
- The Judgment
- An Indian's Honor, regia di Jack Conway e Frank Montgomery – cortometraggio (1913)
- For Mother's Sake, regia di Burton L. King – cortometraggio (1913)
- The Impostor, regia di Burton L. King – cortometraggio (1913)
- The Ghost, regia di Raymond B. West – cortometraggio (1913)
- The Efficacy of Prayer, regia di Burton L. King (1913)
- The Claim Jumper, regia di Burton L. King (1913)
- The War Correspondent, regia di Jay Hunt – cortometraggio (1913)
- The Witch of Salem, regia di Raymond B. West (1913)
- Days of '49, regia di Thomas H. Ince – cortometraggio (1913)
- The Maelstrom, regia di Burton L. King (1913)
- The Reformation, regia di Burton L. King (1913)
- The Belle of Yorktown, regia di Francis Ford (1913)
- The Sign of the Snake, regia di Charles Giblyn (1913)
- The Filly, regia di Raymond B. West (1913)
- The Buried Past, regia di Reginald Barker – cortometraggio (1913)
- The Long Portage, regia di Jack Conway, Frank Montgomery – cortometraggio (1913)
- Her Legacy, regia di Fred J. Balshofer – cortometraggio (1913)
- The Frame-Up, regia di Reginald Barker (1913)
- Devotion, regia di Jay Hunt – cortometraggio (1913)
- The Soul of the South, regia di Thomas H. Ince – cortometraggio (1913)
- The Open Door, regia di Edward Barker – cortometraggio (1913)
- The Curse, regia di Charles Giblyn – cortometraggio (1913)
- The Pitfall, regia di Reginald Barker – cortometraggio (1913)
- Her Father's Story, regia di Charles Giblyn (1913)
- Eileen of Erin, regia di Raymond B. West (1913)
- The Harvest of Sin, regia di Walter Edwards (1913)
- The Woman, regia di Charles Giblyn – cortometraggio (1913)

### 1914
- True Irish Hearts, regia di Raymond B. West – cortometraggio (1914)
- Prince, regia di Charles Giblyn – cortometraggio (1914)
- A Military Judas, regia di Jay Hunt – cortometraggio (1914)
- Harp of Tara, regia di Raymond B. West – cortometraggio (1914)
- Narcotic Spectre, regia di Scott Sidney – cortometraggio (1914)
- The Cure, regia di Raymond B. West – cortometraggio (1914)
- The Primitive Call, regia di Tom Chatterton – cortometraggio (1914)
- The Circle of Fate, regia di Raymond B. West – cortometraggio (1914)
- Conscience, regia di Walter Edwards – cortometraggio (1914)
- The Informer, regia di Raymond B. West – cortometraggio (1914)
- A Kentucky Romance, regia di Thomas H. Ince – cortometraggio (1914)
- For Her Brother's Sake, regia di Jay Hunt – cortometraggio (1914)
- Romance of Sunshine Alley, regia di Scott Sidney – cortometraggio (1914)
- Heart of a Woman, regia di Charles Giblyn – cortometraggio (1914)
- Divorce, regia di Raymond B. West – cortometraggio (1914)
- A New England Idyl, regia di Walter Edwards – cortometraggio (1914)
- O Mimi San, regia di Charles Miller – cortometraggio (1914)
- The Secret Lode, regia di Walter Edwards – cortometraggio (1914)
- The Colonel's Adopted Daughter, regia di Walter Edwards – cortometraggio (1914)
- A Romance of the Sea, regia di Mr. Edwards – cortometraggio (1914)
- The Mystery Lady, regia di Charles Giblyn – cortometraggio (1914)
- The Arrow Maker's Daughter, regia di Jay Hunt – cortometraggio (1914)
- Yellow Flame, regia di Charles Giblyn – cortometraggio (1914)
- The Play's the Thing
- The Raiders, regia di Jay Hunt – cortometraggio (1914)
- Repaid, regia di Walter Edwards – cortometraggio (1914)
- The Courtship of O San, regia di Charles Miller – cortometraggio (1914)
- North of 53, regia di Jay Hunt – cortometraggio (1914)
- Mario, regia di Raymond B. West – cortometraggio (1914)
- For the Wearing of the Green, regia di Raymond B. West – cortometraggio (1914)
- The Path of Genius
- A Barrier Royal , regia di Raymond B. West – cortometraggio (1914)
- Desert Gold, regia di Scott Sidney – cortometraggio (1914)
- The Adventures of Shorty, regia di Francis Ford, Scott Sidney – cortometraggio (1914)
- The Bells of Austi, regia di Raymond B. West – cortometraggio (1914)
- The Trap, regia di Charles Giblyn – cortometraggio (1914)
- The Silent Messenger, regia di Charles Giblyn – cortometraggio (1914)
- The Relic, regia di Walter Edwards – cortometraggio (1914)
- In the Days of the Padres, regia di Walter Edwards – cortometraggio (1914)
- The Gringo, regia di William S. Hart – cortometraggio (1914)
- Wolves of the Underworld, regia di Jay Hunt – cortometraggio (1914)
- Freckles, regia di Scott Sidney – cortometraggio (1914)
- The Squire's Son, regia di Raymond B. West – cortometraggio (1914)
- Shorty's Sacrifice, regia di Scott Sidney – cortometraggio (1914)
- The Colonel's Orderly, regia di Jay Hunt – cortometraggio (1914)
- The Geisha, regia di Raymond B. West – cortometraggio (1914)
- Captain Junior, regia di Jay Hunt – cortometraggio (1914)
- Thieves, regia di Charles Giblyn – cortometraggio (1914)
- Love vs Duty, regia di Walter Edwards – cortometraggio (1914)
- The Silent Witness, regia di Charles Giblyn – cortometraggio (1914)
- A Common Mistake, regia di Jay Hunt – cortometraggio (1914)
- The Rightful Heir, regia di Raymond B. West – cortometraggio (1914)
- Shorty Escapes Marriage, regia di Richard Stanton – cortometraggio (1914)
- Out of the Night, regia di Walter Edwards – cortometraggio (1914)
- Love's Sacrifice, regia di George Osborne – cortometraggio (1914)
- The Card Sharps, regia di Scott Sidney – cortometraggio (1914)
- The Substitute, regia di Raymond B. West – cortometraggio (1914)
- The Forest Vampires, regia di Walter Edwards – cortometraggio (1914)
- In the Cow Country, regia di Raymond B. West – cortometraggio (1914)
- Shorty's Strategy, regia di Francis Ford – cortometraggio (1914)
- Breed o' the North, regia di Walter Edwards – cortometraggio (1914)
- The Fires of Ambition, regia di Jay Hunt – cortometraggio (1914)
- The Social Ghost, regia di George Osborne – cortometraggio (1914)
- The Wharf Rats, regia di Scott Sidney – cortometraggio (1914)
- The Ambassador's Envoy, regia di Reginald Barker – cortometraggio (1914)
- The Embezzler, regia di George Osborne – cortometraggio (1914)
- Shorty's Trip to Mexico, regia di Jay Hunt – cortometraggio (1914)
- The Latent Spark, regia di Raymond B. West – cortometraggio (1914)
- Tennesseee, regia di Jay Hunt – cortometraggio (1914)
- The Wrath of the Gods, regia di Reginald Barker (1914)
- A Tragedy of the Orient, regia di Reginald Barker – cortometraggio (1914)
- A Relic of Old Japan, regia di Reginald Barker – cortometraggio (1914)
- From Out of the Dregs, regia di Scott Sidney – cortometraggio (1914)
- The Hour of Reckoning, regia di Thomas H. Ince – cortometraggio (1914)
- In the Southern Hills, regia di George Osborne – cortometraggio (1914)
- The Voice at the Telephone, regia di Charles Giblyn (1914)
- Desert Thieves, regia di Scott Sidney – cortometraggio (1914)
- A Frontier Mother, regia di Jay Hunt – cortometraggio (1914)
- Shorty Gets Into Trouble, regia di Richard Stanton – cortometraggio (1914)
- His Hour of Manhood, regia di Tom Chatterton – cortometraggio (1914)
- The Heart of a Crook, regia di Raymond B. West – cortometraggio (1914)
- The Final Reckoning, regia di Walter Edwards – cortometraggio (1914)
- The Curse of Humanity, regia di Scott Sidney – cortometraggio (1914)
- The Feud at Beaver Creek, regia di George Osborne – cortometraggio (1914)
- Shorty Turns Judge, regia di Francis Ford – cortometraggio (1914=
- Star of the North, regia di Thomas H. Ince – cortometraggio (1914)
- The City, regia di Raymond B. West – cortometraggio (1914)
- Shorty and the Aridville Terror, regia di Richard Stanton – cortometraggio (1914)
- Jim Cameron's Wife, regia di Tom Chatterton – cortometraggio (1914)
- The Sheriff of Bisbee, regia di Jay Hunt – cortometraggio (1914)
- The Long Feud, regia di George Osborne – cortometraggio (1914)
- The Curse of Caste, regia di Reginald Barker – cortometraggio (1914)
- An Eleventh Hour Reformation, regia di Walter Edwards – cortometraggio (1914)
- Jim Regan's Last Raid, regia di Richard Stanton – cortometraggio (1914)
- The Thunderbolt, regia di Scott Sidney – cortometraggio (1914)
- The Gangsters and the Girl, regia di Scott Sidney (1914)
- Shorty and the Fortune Teller, regia di Tom Chatterton – cortometraggio (1914)
- A Romance of the Sawdust Ring, regia di Raymond B. West – cortometraggio (1914)
- The Stigma; or, The Brand of Shame, regia di Walter Edwards – cortometraggio (1914)
- The Robbery at Pine River, regia di Walter Edwards – cortometraggio (1914)
- The Defaulter, regia di Raymond B. West – cortometraggio (1914)
- The Winning of Denise, regia di Walter Edwards – cortometraggio (1914)
- The Sheriff's Sister
- The Village 'Neath the Sea, regia di Jay Hunt – cortometraggio (1914)
- The Old Love's Best
- When America Was Young, regia di Jay Hunt – cortometraggio (1914)
- The Silver Bell, regia di Raymond B. West – cortometraggio (1914)
- Stacked Cards, regia di Thomas H. Ince e Scott Sidney – cortometraggio (1914)
- The Cruise of the Molly Ann, regia di Walter Edwards – cortometraggio (1914)
- Mildred's Doll, regia di George Osborne – cortometraggio (1914)
- The Silver Candlesticks, regia di George Osborne – cortometraggio (1914)
- A Tale of the Northwest Mounted, regia di Walter Edwards – cortometraggio (1914)
- A Tragedy of the North Woods, regia di Walter Edwards – cortometraggio (1914)
- No-Account Smith's Baby, regia di Richard Stanton – cortometraggio (1914)
- Parson Larkin's Wife, regia di Scott Sidney – cortometraggio (1914)
- Test of Flame, regia di George Osborne – cortometraggio (1914)
- The Death Mask, regia di Thomas H. Ince – cortometraggio (1914)
- The Right to Die
- The Game Keeper's Daughter, regia di George Osborne – cortometraggio (1914)
- One of the Discard, regia di Thomas H. Ince – cortometraggio (1914)
- The Boss of the 8th, regia di Walter Edwards – cortometraggio (1914)
- The Whiskey Runners, regia di Walter Edwards
- The Sheriff of Muscatine, regia di Richard Stanton – cortometraggio (1914)
- The Typhoon, regia di Reginald Barker (1914)
- The End of the Galley, regia di Richard Stanton – cortometraggio (1914)
- Jimmy, regia di Scott Sidney – cortometraggio (1914)
- The Word of His People, regia di Jay Hunt – cortometraggio (1914)
- Shorty and Sherlock Holmes, regia di Jay Hunt – cortometraggio (1914)
- The Power of the Angelus, regia di William H. Clifford – cortometraggio (1914)
- The Spark Eternal, regia di Scott Sidney – cortometraggio (1914)
- The Golden Goose
- Eric the Red's Wooing, regia di Raymond B. West – cortometraggio (1914)
- The Worth of a Life, regia di Scott Sidney (1914)
- The Desperado, regia di Gilbert P. Hamilton – cortometraggio (1914)
- In Old Italy, regia di Walter Edwards – cortometraggio (1914)
- In the Clutches of the Gangsters, regia di Richard Stanton – cortometraggio (1914)
- Destiny's Night, regia di Walter Edwards – cortometraggio (1914)
- The Friend, regia di Scott Sidney – cortometraggio (1914)
- The Hateful God, regia di Scott Sidney – cortometraggio (1914)
- Shorty Falls Into a Title, regia di Raymond B. West – cortometraggio (1914)
- Nipped, regia di George Osborne – cortometraggio (1914)
- The Master of the House, regia di Richard Stanton – cortometraggio (1914)
- The Cross in the Desert, regia di Walter Edwards – cortometraggio (1914)
- The Mills of the Gods, regia di Jay Hunt – cortometraggio (1914)
- A Crook's Sweetheart, regia di Scott Sidney – cortometraggio (1914)
- A Romance of Old Holland, regia di Jay Hunt – cortometraggio (1914)
- The Vigil, regia di George Osborne – cortometraggio (1914)
- The Bargain, regia di Reginald Barker (1914)
- Mother of the Shadows, regia di George Osborne – cortometraggio (1914)
- The City of Darkness, regia di Reginald Barker – cortometraggio (1914)
- The Panther, regia di Walter Edwards – cortometraggio (1914)
- Not of the Flock, regia di Scott Sidney – cortometraggio (1914)
- The Fortunes of War, regia di Jay Hunt – cortometraggio (1914)
- A Political Feud, regia di Richard Stanton – cortometraggio (1914)
- A Game of Life – cortometraggio (1914)
- Two-Gun Hicks, regia di William S. Hart – cortometraggio (1914)
- The Last of the Line, regia di Jay Hunt – cortometraggio (1914)
- In the Sage Brush Country, regia di William S. Hart – cortometraggio (1914)
- The Face on the Ceiling, regia di Walter Edwards – cortometraggio (1914)
- A Flower in the Desert, regia di Scott Sidney – cortometraggio (1914)

### 1915
- The Italian, regia di (non accreditato) Reginald Barker (1915)
- The Deadly Spark, regia di Scott Sidney – cortometraggio (1915)
- The Scourge of the Desert, regia di William S. Hart – cortometraggio (1915)
- The Scrub, regia di Scott Sidney – cortometraggio (1915)
- A Midas of the Desert, regia di Walter Edwards – cortometraggio (1915)
- Mother Hulda, regia di Raymond B. West – cortometraggio (1915)
- In the Land of the Otter, regia di Walter Edwards – cortometraggio (1915)
- The Cross of Fire, regia di Walter Edwards – cortometraggio (1915)
- A Lucky Blowout, regia di Scott Sidney – cortometraggio (1915)
- The Still on Sunset Mountain, regia di Charles Swickard – cortometraggio (1915)
- The Man Who Died, regia di Walter Edwards – cortometraggio (1915)
- Sergeant Jim's Horse, regia di Richard Stanton – cortometraggio (1915)
- The Gun Fighter, regia di Walter Edwards – cortometraggio (1915)
- Through the Murk, regia di Charles Swickard – cortometraggio (1915)
- The Famine, regia di George Osborne – cortometraggio (1915)
- The Bottomless Pit, regia di Scott Sidney – cortometraggio (1915)
- The Customary Wife – cortometraggio (1915)
- A Modern Noble, regia di Jay Hunt – cortometraggio (1915)
- College Days, regia di Scott Sidney – cortometraggio (1915)
- The Chinatown Mystery, regia di Reginald Barker – cortometraggio (1915)
- Shorty's Adventure in the City, regia di Richard Stanton – cortometraggio (1915)
- The Bride of Guadaloupe, regia di Walter Edwards – cortometraggio (1915)
- In the Tennessee Hills, regia di James Vincent (1915)
- Shorty's Secret, regia di Richard Stanton – cortometraggio (1915)
- The Secret of the Dead, regia di Walter Edwards – cortometraggio (1915)
- Mr. 'Silent' Haskins, regia di William S. Hart – cortometraggio (1915)
- The Grudge, regia di William S. Hart – cortometraggio (1915)
- The Man at the Key, regia di Richard Stanton – cortometraggio (1915)
- The Sheriff's Streak of Yellow, regia di William S. Hart – cortometraggio (1915)
- Winning Back, regia di Reginald Barker – cortometraggio (1915)
- In the Warden's Garden, regia di Charles Swickard – cortometraggio (1915)
- On the High Seas, regia di Richard Stanton – cortometraggio (1915)
- The Wells of Paradise, regia di Tom Chatterton (1915)
- Satan McAllister's Heir, regia di Walter Edwards – cortometraggio (1915)
- The Girl Who Might Have Been, regia di Raymond B. West – cortometraggio (1915)
- A Case of Poison, regia di Scott Sidney – cortometraggio (1915)
- The Mill by the Zuyder Zee, regia di Jay Hunt – cortometraggio (1915)
- The Phantom of the Hearth, regia di Jay Hunt – cortometraggio (1915)
- In the Switch Tower, regia di Walter Edwards – cortometraggio (1915)
- Tricked
- His Brother's Keeper – cortometraggio (1915)
- Shorty Among the Cannibals, regia di Scott Sidney – cortometraggio (1915)
- The Fakir, regia di Walter Edwards – cortometraggio (1915)
- The Devil, regia di Reginald Barker, Thomas H. Ince (1915)
- The Spirit of the Bell, regia di Jay Hunt – cortometraggio (1915)
- Molly of the Mountains, regia di Charles Swickard – cortometraggio (1915)
- The Winged Messenger, regia di Richard Stanton – cortometraggio (1915)
- The Roughneck, regia di William S. Hart e Clifford Smith – cortometraggio (1915)
- The Alien, regia di Reginald Barker e Thomas H. Ince (1915)
- Shorty Turns Actor, regia di Jay Hunt – cortometraggio (1915)
- The Sons of Toil, regia di Richard Stanton – cortometraggio (1915)
- On the Night Stage, regia di Reginald Barker – cortometraggio (1915)
- The Taking of Luke McVane, regia di William S. Hart, Clifford Smith – cortometraggio (1915)
- The Disillusionment of Jane, regia di Jay Hunt – cortometraggio (1915)
- The Artist's Model, regia di Richard V. Spencer – cortometraggio (1915)
- The Riddle of the Wooden Leg, regia di Raymond B. West – cortometraggio (1915)
- The Cup of Life, regia di Thomas H. Ince e, non accreditato, Raymond B. West (1915)
- The Renegade, regia di Charles Swickard – cortometraggio (1915)
- The Power of the Street, regia di Walter Edwards – cortometraggio (1915)
- The Valley of Hate, regia di Tom Chatterton – cortometraggio (1915)
- The Spark from the Embers, regia di Jay Hunt – cortometraggio (1915)
- The Man from Nowhere, regia di William S. Hart – cortometraggio (1915)
- The Kite, regia di Tom Chatterton – cortometraggio (1915)
- Oro che incatena (Rumpelstiltskin), regia di Raymond B. West (1915)
- The Affiancéd Wife – cortometraggio (1915)
- The Shoal Light, regia di Scott Sidney – cortometraggio (1915)
- The Human Octopus, regia di Walter Edwards – cortometraggio (1915)
- The Operator at Big Sandy, regia di Tom Chatterton – cortometraggio (1915)
- Her Alibi, regia di Jay Hunt – cortometraggio (1915)
- Bad Buck of Santa Ynez, regia di William S. Hart – cortometraggio (1915)
- Shorty's Troubled Sleep, regia di Jay Hunt – cortometraggio (1915)
- Hostage of the North, regia di Walter Edwards – cortometraggio (1915)
- Her Easter Hat , regia di Jay Hunt – cortometraggio (1915)
- The Darkening Trail, regia di William S. Hart (1915)
- The Conversion of Frosty Blake, regia di William S. Hart – cortometraggio (1915)
- The Scales of Justice, regia di Walter Edwards – cortometraggio (1915)
- A Piece of Amber, regia di Charles Swickard – cortometraggio (1915)
- The Tavern Keeper's Son, regia di Jay Hunt – cortometraggio (1915)
- The Strike at Centipede Mine, regia di Richard Stanton – cortometraggio (1915)
- The Pathway from the Past, regia di Thomas H. Ince, Richard V. Spencer – cortometraggio (1915)
- His Superficial Wife, regia di Walter Edwards – cortometraggio (1915)
- The Soul of Phyra, regia di Charles Swickard – cortometraggio (1915)
- The Secret of Lost River, regia di Jay Hunt – cortometraggio (1915)
- The Shadowgraph Message, regia di Walter Edwards – cortometraggio (1915)
- The Reward, regia di Reginald Barker - mediometraggio (1915)
- Hearts and Swords, regia di Jay Hunt – cortometraggio (1915)
- The Floating Death, regia di Richard Stanton – cortometraggio (1915)
- The Sea Ghost, regia di Richard Stanton – cortometraggio (1915)
- The Failure, regia di Walter Edwards – cortometraggio (1915)
- His Mother's Portrait, regia di Howard C. Hickman – cortometraggio (1915)
- Tools of Providence, regia di William S. Hart – cortometraggio (1915)
- The Ace of Hearts, regia di Walter Edwards – cortometraggio (1915)
- The Hammer, regia di Richard Stanton – cortometraggio (1915)
- The Ruse, regia di William H. Clifford e William S. Hart – cortometraggio (1915)
- The Burglar's Baby , regia di Walter Edwards – cortometraggio (1915)
- The Tide of Fortune, regia di Jay Hunt – cortometraggio (1915)
- Cash Parrish's Pal, regia di William S. Hart – cortometraggio (1915)
- The Man Who Went Out, regia di Jay Hunt – cortometraggio (1915)
- The Play of the Season, regia di Thomas Chatterton – cortometraggio (1915)
- The Phantom Extra, regia di Richard Stanton – cortometraggio (1915)
- When Love Leads, regia di Howard C. Hickman – cortometraggio (1915)
- When the Tide Came In, regia di Thomas Chatterton – cortometraggio (1915)
- The Golden Trail, regia di Richard Stanton – cortometraggio (1915)
- The Promoter, regia di Walter Edwards – cortometraggio (1915)
- The Heart of Jabez Flint, regia di Jay Hunt – cortometraggio (1915)
- Shorty Inherits a Harem, regia di Charles Swickard – cortometraggio (1915)
- The $100,000 Bill , regia di Walter Edwards – cortometraggio (1915)
- Over Secret Wires, regia di Tom Chatterton – cortometraggio (1915)
- The Girl from the East, regia di Richard Stanton – cortometraggio (1915)
- The Lighthouse Keeper's Son, regia di Tom Chatterton – cortometraggio (1915)
- Knight of the Trail, regia di William S. Hart (1915)
- Pinto Ben, regia di William S. Hart – cortometraggio (1915)
- The Living Wage, regia di Richard Stanton – cortometraggio (1915)
- Keno Bates, Liar, regia di William S. Hart – cortometraggio (1915)
- Shorty's Ranch, regia di Scott Sidney – cortometraggio (1915)
- The Man from Oregon, regia di Reginald Barker, Walter Edwards (1915)
- Never Again, regia di Scott Sidney – cortometraggio (1915)
- The Iron Strain, regia di Reginald Barker (1915)
- Il vile (The Coward), regia di Reginald Barker e Thomas H. Ince (1915)
- The Disciple, regia di William S. Hart e, non accreditato, Clifford Smith (1915)
- Matrimony, regia di Scott Sidney – cortometraggio (1915)
- Between Men, regia di William S. Hart (1915)
- The Forbidden Adventure, regia di Charles Swickard (1915)
- The Beckoning Flame, regia di Charles Swickard (1915)
- Aloha Oe, regia di Richard Stanton, Charles Swickard e (non accreditato) Gilbert P. Hamilton (1915)
- The Despoiler, regia di Reginald Barker (1915)
- The Winged Idol, regia di Scott Sidney (1915)

### 1916
- Civilization, regia di Reginald Barker, Thomas H. Ince, Raymond B. West e (non accreditati) Walter Edwards, David Hartford, Hay Hunt, J. Parker Read Jr. - produttore (1916)
- Peggy, regia di Charles Giblyn, Thomas H. Ince - produttore (1916)
- The Corner, regia di Walter Edwards - supervisore (1916)
- The Conqueror, regia di Reginald Barker - supervisore (1916)
- The Green Swamp, regia di Scott Sidney - produttore (1916)
- The Three Musketeers, regia di Charles Swickard - supervisore (1916)
- Honor's Altar, regia di Walter Edwards - produttore (1916)
- Bullets and Brown Eyes, regia di Scott Sidney - (produttore e supervisore) (1916)
- The Raiders, regia di Charles Swickard - produttore, supervisore (1916)
- L'ultimo atto (The Last Act), regia di Walter Edwards - (supervisore) (1916)
- The Moral Fabric, regia di Raymond B. West - (supervisore) (1916)
- Il vendicatore (Hell's Hinges), regia di Charles Swickard e, non accreditati, William S. Hart e Clifford Smith - produttore (1916)
- The Waifs, regia di Scott Sidney - produttore (1916)
- The Aryan, regia di Reginald Barker, William S. Hart, Clifford Smith - (produttore) (1916)
- The Stepping Stone, regia di Reginald Barker e Thomas H. Ince - (produttore) (1916)
- Civilization's Child, regia di Charles Giblyn - produttore (196)
- The Bugle Call, regia di Reginald Barker - produttore (1916)
- The Beggar of Cawnpore, regia di Charles Swickard - supervisore (1916)
- The No-Good Guy, regia di Walter Edwards - produttore (1916)
- Not My Sister, regia di Charles Giblyn - produttore (1916)
- Willie's Wobbly Ways, regia di Scott Sidney – cortometraggio (1916)
- The Primal Lure, regia di William S. Hart - (produttore) (1916)
- The Market of Vain Desire, regia di Reginald Barker - produttore (1916)
- The Sorrows of Love, regia di Charles Giblyn - produttore (1916)
- The Dividend, regia di Walter Edwards e Thomas H. Ince - produttore (1916)
- The Apostle of Vengeance, regia di William S. Hart, Clifford Smith - produttore (1916)
- The Phantom, regia di Charles Giblyn - produttore (1916)
- The Deserter, regia di Walter Edwards - produttore (1916)
- Eye of the Night, regia di Walter Edwards - produttore (1916)
- The Captive God, regia di Charles Swickard - produttore (1916)
- The Payment, regia di Raymond B. West - produttore (1916)
- Home, regia di Raymond B. West - produttore (1916)
- Honor Thy Name, regia di Charles Giblyn - produttore  (1916)
- Shell 43, regia di Reginald Barker - produttore (1916)
- Lieutenant Danny, U.S.A., regia di Walter Edwards - produttore (1916)
- The Patriot, regia di William S. Hart - produttore (1916)
- The Thoroughbred, regia di Reginald Barker - produttore, supervisore (1916)
- The Wolf Woman, regia di Raymond B. Wes - produttore (1916)
- The Dawn Maker, regia di William S. Hart - produttore (1916)
- The Jungle Child, regia di Walter Edwards - produttore (1916)
- Plain Jane, regia di Charles Miller (1916)
- The Return of Draw Egan, regia di William S. Hart - produttore (1916)
- The Vagabond Prince, regia di Charles Giblyn - produttore (1916)
- Somewhere in France, regia di Charles Giblyn - produttore (1916)
- A Corner in Colleens, regia di Charles Miller - produttore (1916)
- Jim Grimsby's Boy , regia di Reginald Barker - produttore (1916)
- The Honorable Algy, regia di Raymond B. West - produttore (1916)
- The Devil's Double, regia di William S. Hart - produttore (1916)
- The Criminal, regia di Reginald Barker - produttore (1916)
- Bawbs O' Blue Ridge, regia di Charles Miller - produttore (1916)
- A Gamble in Souls, regia di Walter Edwards – cortometraggio (1916)
- The Sin Ye Do, regia di Walter Edwards - produttore (1916)
- Three of Many, regia di Reginald Barker - produttore (1916)
- The Female of the Species, regia di Raymond B. West - produttore (1916)

### 1917
- Truthful Tulliver, regia di William S. Hart - produttore (1917)
- The Weaker Sex, regia di Raymond B. West - produttore (1917)
- The Bride of Hate, regia di Walter Edwards - produttore (1917)
- The Iced Bullet, regia di Reginald Barker - produttore, presentatore (1917)
- Chicken Casey, regia di Raymond B. West - produttore e supervisore (1917)
- The Crab, regia di Walter Edwards - produttore e supervisore (1917)
- The Gun Fighter, regia di William S. Hart - produttore e supervisore (1917)
- Princess of the Dark, regia di Charles Miller - produttore e supervisore (1917)
- The Last of the Ingrams, regia di Walter Edwards - produttore (1917)
- Back of the Man, regia di Reginald Barker - produttore (1917)
- The Little Brother, regia di Charles Miller - produttore (1917)
- Passato sanguigno (Blood Will Tell'), regia di Charles Miller (1917)
- The Dark Road, regia di Charles Miller - produttore (1917)
- Sweetheart of the Doomed, regia di Reginald Barker - produttore (1917)
- Paddy O'Hara, regia di Walter Edwards - produttore (1917)
- The Desert Man, regia di William S. Hart - produttore (1917)
- The Pinch Hitter, regia di Victor Schertzinger - produttore (1917)
- The Snarl, regia di Raymond B. West - supervisore (1917)
- Happiness, regia di Reginald Barker - produttore (1917)
- Wild Winship's Widow, regia di Charles Miller - produttore esecutivo (1917)
- The Square Deal Man, regia di William S. Hart - produttore (1917)
- Wolf Lowry, regia di William S. Hart - produttore (1917)
- The Millionaire Vagrant, regia di Victor Schertzinger - produttore, supervisore, presentatore (1917)
- The Girl, Glory, regia di Roy William Neill - produttore, supervisore, presentatore (1917)
- Love or Justice, regia di Walter Edwards - produttore e supervisore (1917)
- Paws of the Bear, regia di Reginald Barker - produttore (1917)
- The Clodhopper, regia di Victor L. Schertzinger - produttore (1917)
- Madcap Madge, regia di Raymond B. West - supervisore, produttore (1917)
- The Hater of Men, regia di Charles Miller - supervisore, produttore (1917)
- The Flame of the Yukon, regia di Charles Miller - produttore (1917)
- Time Locks and Diamonds, regia di Walter Edwards - produttore (1917)
- The Sawdust Ring, regia di Charles Miller e Paul Powell - produttore (1917)
- Sudden Jim, regia di Victor Schertzinger - produttore (1917)
- The Cold Deck, regia di William S. Hart e, non accreditato, Clifford Smith - produttore (1917)
- The Son of His Father, regia di Victor Schertzinger - produttore (1917)
- Those Who Pay, regia di Raymond B. West - produttore (1917)
- The Learnin' of Jim Benton, regia di Clifford Smith - produttore (1917)
- The Gown of Destiny, regia di Lynn F. Reynolds - produttore (1917)
- The Price Mark, regia di Roy William Neill - produttore, supervisore (1917)
- The Narrow Trail, regia di William S. Hart, Lambert Hillyer - produttore, supervisore, presentatore (1917)
- Love Letters, regia di Roy William Neill - supervisore, presentatore (1917)

### 1918
- Flare-Up Sal, regia di Roy William Neill - supervisore, presentatore (1918)
- 'Blue Blazes' Rawden, regia di William S. Hart - produttore (1918)
- The Keys of the Righteous, regia di Jerome Storm - supervisore, presentatore (1918)
- Unfaithful, regia di Thomas H. Ince e Charles Miller – cortometraggio (1918)

- Free and Equal, regia di Roy William Neill (1918)
- The Marriage Bubble, regia di Walter Edwards – cortometraggio (1918)
- Branding Broadway, regia di William S. Hart (1918)
- The Midnight Patrol, regia di Irvin Willat (1918)
- The Lion of the Hills, regia di Lambert Hillyer (1918)
- Staking His Life (1918)
- Fresh Faces (1918)

- The Tiger Man, regia di William S. Hart (1918)
- The Biggest Show on Earth, regia di Jerome Storm (1918)
- Tyrant Fear, regia di Roy William Neill - supervisore, presentatore (1918)
- Selfish Yates, regia di William S. Hart (1918)
- The Mating of Marcella, regia di Roy William Neill (1918)
- His Own Home Town, regia di Victor Schertzinger - presentatore (1918)
- The Claws of the Hun, regia di Victor Schertzinger - presentatore (1918)
- Shark Monroe, regia di William S. Hart (1918)
- The Kaiser's Shadow (o The Kaiser’s Shadow; or, The Triple Cross), regia di Roy William Neill - produttore, supervisore, presentatore (1918)
- The Vamp, regia di Jerome Storm (1918)
- A Nine O'Clock Town, regia di Victor Schertzinger (1918)
- Riddle Gawne, regia di William S. Hart, Lambert Hillyer (1918)
- Coals of Fire, regia di Victor Schertzinger - presentatore (1918)
- Il fuggiasco (The Border Wireless), regia di William S. Hart (1918)
- When Do We Eat?, regia di Fred Niblo (1918)
- Fuss and Feathers, regia di Fred Niblo - produttore, supervisore, presentatore (1918)
- String Beans, regia di Victor Schertzinger (1918)

### 1919
- Hard Boiled, regia di Victor Schertzinger - produttore, presentatore, supervisore (1919)
- The Poppy Girl's Husband, regia di William S. Hart e Lambert Hillyer - produttore, presentatore (1919)
- The Sheriff's Son, regia di Victor Schertzinger - produttore esecutivo (1919) )
- The Homebreaker, regia di Victor Schertzinger - produttore, presentatore, supervisore (1919)
- Il fulmine di Piperville (Greased Lightning), regia di Jerome Storm - supervisore (1919)
- Il fiore dei boschi (The Lady of Red Butte), regia di Victor Schertzinger - produttore, presentatore, supervisore (1919)
- The Busher, regia di Jerome Storm - produttore, supervisore (1919)
- The Haunted Bedroom, regia di Fred Niblo - produttore, supervisore (1919)
- Hay Foot, Straw Foot, regia di Jerome Storm (1919)
- Wagon Tracks, regia di Lambert Hillyer (1919)
- The Market of Souls, regia di Joseph De Grasse (1919)
- Stepping Out, regia di Fred Niblo (1919)
- The Egg Crate Wallop, regia di Jerome Storm (1919)
- 23 1/2 Hours' Leave, regia di Henry King - produttore, presentatore, supervisore (1919)
- Dangerous Hours, regia di Fred Niblo - produttore, presentatore (1919)
- Behind the Door, regia di Irvin Willat (1919)
- His Wife's Friend, regia di Joseph De Grasse - supervisione, presentatore (1919)

### 1920
- Mary's Ankle, regia di Lloyd Ingraham - produttore (1920)
- Black Is White, regia di Charles Giblyn - produttore (1920)
- Let's Be Fashionable, regia di Lloyd Ingraham - produttore (1920)
- Hairpins, regia di Fred Niblo - produttore (1920)
- Homespun Folks, regia di John Griffith Wray - produttore (1920)
- The Leopard Woman, regia di Wesley Ruggles - produttore (1920)
- An Old Fashioned Boy, regia di Jerome Storm - produttore supervisore (1920)
- The Rookie's Return, regia di Jack Nelson - produttore, supervisore (1920)
- Silk Hosiery, regia di Fred Niblo - produttore (1920)

### 1921
- Lying Lips, regia di John Griffith Wray - produttore (1921)
- Chickens - supervisore alla produzione
- Beau Revel, regia di John Griffith Wray - produttore non accreditato (1921)
- The Home Stretch, regia di Jack Nelson - produttore (1921)
- Mother o' Mine, regia di Fred Niblo - supervisore alla produzione (1921)
- Il codardo (The Bronze Bell), regia di James W. Horne - produttore non accreditato (1921)
- The Cup of Life, regia di Rowland V. Lee - produttore (1921)
- Hail the Woman, regia di John Griffith Wray - produttore (1921)

### 1922
- Lorna Doone, regia di Maurice Tourneur - produttore non accreditato (1922)
- The Hottentot, regia di James W. Horne e Del Andrews - produttore (1922)

### 1923
- Soul of the Beast, regia di John Griffith Wray - produttore (1923)
- Anna Christie, regia di John Griffith Wray e, non accreditato, Thomas H. Ince - produttore esecutivo (1923)

### 1924
- Wandering Husbands, regia di William Beaudine - produttore non accreditato (1924)
- Those Who Dance, regia di Jack Nelson - produttore esecutivo 1924
- A Tour of the Thomas Ince Studio, regia di Hunt Stromberg - supervisione alla produzione (1924)

### 1925
- Percy, regia di Roy William Neill - produttore (1925)

## Presentatore - Supervisore
- The Man Killer - supervisore
- On the Night Stage, regia di Reginald Barker - supervisore (1915)
- The Cup of Life, regia di Raymond B. West e Thomas H. Ince - supervisore (1915)
- Oro che incatena (Rumpelstiltskin), regia di Raymond B. West - supervisore (1915)
- The Mating, regia di Raymond B. West - supervisore (1915)
- The Iron Strain, regia di Reginald Barker - supervisore (1915)
- The Edge of the Abyss, regia di Walter Edwards - supervisore (1915)
- Matrimony, regia di Scott Sidney – cortometraggio, supervisore (1915)
- The Golden Claw, regia di Reginald Barker – cortometraggio, supervisore (1915)
- Aloha Oe, regia di Richard Stanton, Charles Swickard e (non accreditato) Gilbert P. Hamilton - supervisore (1915)
- The Winged Idol, regia di Scott Sidney - presentatore (1915)
- The Corner, regia di Walter Edwards - supervisore (1916)
- The Conqueror, regia di Reginald Barker - supervisore (1916)
- Bullets and Brown Eyes, regia di Scott Sidney - (produttore e supervisore) (1916)
- The Last Act, regia di Walter Edwards - (supervisore) (1916)
- The Moral Fabric, regia di Raymond B. West - (supervisore) (1916)
- The Waifs, regia di Scott Sidney - presentatore (1916)
- The Stepping Stone, regia di Reginald Barker e Thomas H. Ince - supervisore (1916)
- Civilization's Child, regia di Charles Giblyn - supervisore (1916)
- The Beggar of Cawnpore, regia di Charles Swickard - supervisore (1916)
- The Apostle of Vengeance, regia di William S. Hart, Clifford Smith - supervisore (1916)
- The Deserter, regia di Walter Edwards - supervisore (1916)
- Lieutenant Danny, U.S.A., regia di Walter Edwards - supervisore (1916)
- The Thoroughbred, regia di Reginald Barker - supervisore (1916)
- The Jungle Child, regia di Walter Edwards - supervisore (1916)
- A Corner in Colleens, regia di Charles Miller - presentatore (1916)
- Jim Grimsby's Boy , regia di Reginald Barker - supervisore (1916)
- The Criminal, regia di Reginald Barker - presentatore (1916)
- The Bride of Hate, regia di Walter Edwards - supervisore (1917)
- The Iced Bullet, regia di Reginald Barker - presentatore (1917)
- Chicken Casey, regia di Raymond B. West - supervisore (1917)
- The Crab, regia di Walter Edwards - supervisore (1917)
- The Gun Fighter, regia di William S. Hart - supervisore (1917)
- Princess of the Dark, regia di Charles Miller - supervisore (1917)
- Back of the Man, regia di Reginald Barker - supervisore (1917)
- The Little Brother, regia di Charles Miller - supervisore (1917)
- Passato sanguigno (Blood Will Tell), regia di Charles Miller - presentatore e supervisore (1917)
- The Dark Road, regia di Charles Miller - supervisore (1917)
- Sweetheart of the Doomed, regia di Reginald Barker - supervisore (1917)
- Paddy O'Hara, regia di Walter Edwards - supervisore (1917)
- The Desert Man, regia di William S. Hart - supervisore (1917)
- The Pinch Hitter, regia di Victor Schertzinger - supervisore (1917)
- The Snarl, regia di Raymond B. West - supervisore (1917)
- Happiness, regia di Reginald Barker - supervisore (1917)
- Wild Winship's Widow, regia di Charles Miller - supervisore (1917)
- The Square Deal Man, regia di William S. Hart - supervisore (1917)
- The Millionaire Vagrant, regia di Victor Schertzinger - supervisore, presentatore (1917)
- Whither Thou Goest, regia di Raymond B. West - supervisore (1917)
- The Girl, Glory, regia di Roy William Neill - supervisore, presentatore (1917)
- Love or Justice, regia di Walter Edwards - supervisore (1917)
- The Clodhopper, regia di Victor L. Schertzinger - supervisore (1917)
- Madcap Madge, regia di Raymond B. West - supervisore (1917)
- The Hater of Men, regia di Charles Miller - supervisore (1917)
- The Flame of the Yukon, regia di Charles Miller - supervisore (1917)
- Time Locks and Diamonds, regia di Walter Edwards - supervisore (1917)
- A Strange Transgressor, regia di Reginald Barker - presentatore (1917)
- Borrowed Plumage, regia di Raymond B. West - supervisore (1917)
- The Cold Deck, regia di William S. Hart e, non accreditato, Clifford Smith - presentatore (1917)
- The Price Mark, regia di Roy William Neill - presentatore, supervisore (1917)
- The Zeppelin's Last Raid, regia di Irvin V. Willat - supervisore (1917)
- The Silent Man, regia di William S. Hart - presentatore, supervisore (1917)
- Love Letters, regia di Roy William Neill - supervisore (1917)
- His Mother's Boy, regia di Victor L. Schertzinger - supervisore (1917)
- The Narrow Trail, regia di William S. Hart, Lambert Hillyer - supervisore, presentatore (1917)
- Wolves of the Rail, regia di William S. Hart - presentatore, supervisore (1918)
- The Hired Man, regia di Victor L. Schertzinger - presentatore, supervisore (1918)
- Flare-Up Sal, regia di Roy William Neill - presentatore, supervisore (1918)
- The Cast-Off, regia di Raymond B. West - supervisore (1918)
- The Keys of the Righteous, regia di Jerome Storm - presentatore, supervisore (1918)
- Love Me, regia di Roy William Neill - presentatore, supervisore (1918)
- Naughty, Naughty!, regia di Jerome Storm - supervisore (1918)
- The Family Skeleton, regia di Victor Schertzinger, Jerome Storm - supervisore (1918)
- Tyrant Fear, regia di R. William Neill - presentatore, supervisore (1918)
- Playing the Game, regia di Victor Schertzinger - presentatore, supervisore (1918)
- The Mating of Marcella, regia di Roy William Neill - supervisore, presentatore (1918)
- His Own Home Town, regia di Victor Schertzinger - presentatore (1918)
- A Desert Wooing, regia di Jerome Storm - presentatore, supervisore (1918)
- The Claws of the Hun, regia di Victor Schertzinger - presentatore (1918)
- The Kaiser's Shadow, regia di Roy William Neill - presentatore, supervisore (1918)
- A Nine O'Clock Town, regia di Victor Schertzinger - presentatore, supervisore (1918)
- Green Eyes, regia di Roy William Neill - supervisore (1918)
- The Marriage Ring, regia di Fred Niblo - supervisore, presentatore (1918)
- Coals of Fire, regia di Victor Schertzinger - presentatore (1918)
- The Law of the North, regia di Irvin Willat
- Vive la France!, regia di Roy William Neill - presentatore, supervisore (1918)
- Fuss and Feathers, regia di Fred Niblo - supervisore, presentatore (1918)
- Quicksand, regia di Victor Schertzinger - presentatore, supervisore (1918)
- String Beans, regia di Victor L. Schertzinger - presentatore (1918)
- Hard Boiled, regia di Victor Schertzinger - supervisore, presentatore (1919)
- Breed of Men, regia di Lambert Hillyer - presentaore, supervisore (1919)
- The False Faces , regia di Irvin V. Willat - presentatore (1919)
- The Girl Dodger, regia di Jerome Storm - presentatore, supervisore (1919)
- Happy Though Married, regia di Fred Niblo - presentatore (1919)
- The Poppy Girl's Husband, regia di William S. Hart e Lambert Hillyer - presentatore (1919)
- Extravagance, regia di Victor Schertzinger - supervisore (1919)
- Partners Three, regia di Fred Niblo - presentatore, supervisore (1919)
- The Homebreaker, regia di Victor Schertzinger - presentatore, supervisore (1919)
- Let's Elope, regia di John S. Robertson - supervisore (1919)
- The Law of Men, regia di Fred Niblo - presentatore, supervisore (1919)
- Il fulmine di Piperville (Greased Lightning), regia di Jerome Storm - supervisore (1919)
- Il fiore dei boschi  (The Lady of Red Butte), regia di Victor L. Schertzinger - presentatore, supervisore (1919)
- The Busher, regia di Jerome Storm - supervisore (1919)
- The Haunted Bedroom, regia di Fred Niblo - supervisore (1919)
- Square Deal Sanderson, regia di William S. Hart, Lambert Hillyer - presentatore, supervisore (1919)
- L'onore del nome (Other Men's Wives), regia di Victor Schertzinger - supervisore (1919)
- Bill Henry, regia di Jerome Storm - presentatore, supervisore (1919)
- The Egg Crate Wallop, regia di Jerome Storm - supervisore (1919)
- 23 1/2 Hours' Leave, regia di Henry King - presentatore (1919)
- John Petticoats, regia di Lambert Hillyer - supervisore (1919)
- Crooked Straight, regia di Jerome Storm - supervisore (1919)
- Dangerous Hours, regia di Fred Niblo - presentatore (1919)
- Behind the Door, regia di Irvin Willat - supervisore (1919)
- His Wife's Friend, regia di Joseph De Grasse - supervisore (1919)
- Red Hot Dollars, regia di Jerome Storm - supervisore (1919)
- The Woman in the Suitcase, regia di Fred Niblo - supervisore (1920)
- What's Your Husband Doing?, regia di Lloyd Ingraham - presentatore (1920)
- Alarm Clock Andy, regia di Jerome Storm - presentatore, supervisore (1920)
- The False Road, regia di Fred Niblo - supervisore (1920)
- The Dark Mirror, regia di Charles Giblyn - supervisore (1920)
- Paris Green, regia di Jerome Storm - supervisore (1920)
- Negli abissi del mare (Below the Surface), regia di Irvin V. Willat - presentatore, supervisore (1920)
- Homer Comes Home, regia di Jerome Storm - supervisore (1920)
- Hairpins, regia di Fred Niblo - presentatore, supervisore (1920)
- The Village Sleuth, regia di Jerome Storm - presentatore, supervisore (1920)
- The Jailbird, regia di Lloyd Ingraham - presentatore, supervisore (1920)
- Her Husband's Friend, regia di Fred Niblo - presentatore (1920)
- The Rookie's Return, regia di Jack Nelson - supervisore (1920)
- Silk Hosiery, regia di Fred Niblo - presentatore, supervisore (1920)
- Lying Lips, regia di John Griffith Wray - supervisore (1921)
- Beau Revel, regia di John Griffith Wray - supervisore (1921)
- One a Minute, regia di Jack Nelson - supervisore (1921)
- Il codardo (The Bronze Bell), regia di James W. Horne - supervisore (1921)
- The Cup of Life, regia di Rowland V. Lee - presentatore, supervisore (1921)
- Passing Through, regia di William A. Seiter - supervisore (1921)
- Contro corrente (Hail the Woman), regia di John Griffith Wray - supervisore (1921)
- Skin Deep, regia di Lambert Hillyer - presentatore e supervisore (1922)
- The Hottentot, regia di James W. Horne e Del Andrews - supervisore (1922)
- Bell Boy 13, regia di William A. Seiter - presentatore (1923)
- What a Wife Learned, regia di John Griffith Wray - presentatore, supervisore (1923)
- Scars of Jealousy , regia di Lambert Hillyer - supervisore (1923)
- The Sunshine Trail , regia di James W. Horne - presentatore (1923)
- Soul of the Beast, regia di John Griffith Wray - presentatore (1923)
- A Man of Action, regia di James W. Horne - presentatore (1923)
- Her Reputation, regia di John Griffith Wray (1923)
- The Galloping Fish, regia di Del Andrews - presentatore (1924)
- The Marriage Cheat, regia di John Griffith Wray - presentatore (1924)
- L'agguato (Those Who Dance), regia di Lambert Hillyer - supervisore e presentatore (1924)
- Barbara Frietchie, regia di Lambert Hillyer - supervisore (1924)
- Christine of the Hungry Heart, regia di George Archainbaud - presentatore (1924)
- Idle Tongues, regia di Lambert Hillyer - presentatore (1924)
- Enticement, regia di George Archainbaud - supervisore (1925)